# Enrico III (film)
Enrico III è un cortometraggio muto italiano del 1909 diretto da Giovanni Pastrone.